# Praia da Baleia (Itapipoca)
A Praia da Baleia localiza-se no município de Itapipoca, a 180 km de Fortaleza. A origem de seu nome seria devido a existência de uma ossada de baleia encontrada no local. Possui pousadas, bares e restaurantes, sendo um lugar tranquilo e seguro para se passar férias, feriados ou simples finais de semana. Boa para prática de esportes aquáticos, por possuir bons ventos e boas ondas, com muitas dunas, também é possível ver a prática de Sandboard e atualmente o Kitesurf.
Sua paisagem é caracterizada pela presença de dunas e lagoas. Possui 4 km de extensão na forma de de enseada com uma faixa de areia que, dependendo da maré, chega a 100 metros de largura.